# Республіканський стадіон «Спартак»
Республіканський стадіон «Спартак» рос. Республиканский стадион «Спарта́к» — футбольний стадіон у місті Владикавказ, домашній стадіон «Аланії» (Владикавказ) та «Спартак-Владикавказу». Місткість — 32 464 глядача, побудований у 1962 році.
Поле стадіону має природне трав'яне покриття, останній капітальний ремонт поля проводився в червні 2004 року. Тут «Аланія» завоювала чемпіонство 1995 року й срібні медалі 1992 та 1996 років.

## Історія
Стадіон споруджений в 1960-1962 роках за проектом архітектора Тамари Бутаева.
На стадіоні в 2007 році ЦСКА під керівництвом Газзаєва провів два матчі: один у Кубку УЄФА проти «Маккабі» (Хайфа), інший у Кубку Росії проти «Крил Рад»; обидва матчі завершилися з рахунком 0:0. У зв'язку з проведенням цих двох матчів було встановлено нове кольорове табло, відремонтовано дві бічні трибуни, налагоджена освітлювальна та звукова системи.
У 1994-1996 роках на стадіоні проводилися матчі Кубка президента Північної Осетії. В рамках цього комерційного турніру до Владикавказа приїжджали такі клуби, як «Дженоа» (Генуя, Італія), «Боавішта» (Порту, Португалія), «Ов'єдо» (Іспанія), «Мехелен» (Бельгія), «Атлетіко» (Мадрид, Іспанія), «Васку да Гама» (Ріо-де-Жанейро, Бразилія), «Валенсія» (Іспанія), «Осер» (Франція), «Ботафого» (Ріо-де-Жанейро, Бразилія).
У 1970-1991 роках «Спартак» (Орджонікідзе), який пізніше став «Аланією», проводив на стадіоні матчі чемпіонату СРСР.
У 2010 році проведено ремонт стадіону. Покладений новий сучасний газон, бокові трибуни знову відкриті для вболівальників, встановлено нове табло, сидіння й захисна сітка. Відкрито новий прес-центр.
Однак, в березні 2011 року президент ФК «Аланія» Валерій Газзаєв заявив, що в планах клубу — будівництво нової домашньої арени на 37 000 сидячих місць. Новий стадіон планувалося побудувати протягом 3 років.

## Матчі єврокубків на стадіоні
Стадіон неодноразово приймав матчі єврокубків. «Аланія» в 9 матчах здобула 3 перемоги, 2 рази зіграла внічию і 4 рази програла (м'ячі 8-16). Саме на цьому стадіоні російський клуб єдиний раз в історії єврокубків пропустив в домашньому матчі 7 м'ячів:
- 28 вересня 1993. Кубок УЄФА. 1/32 фіналу. «Спартак» (Владикавказ) - «Боруссія» (Дортмунд) — 0:1
- 12 вересня 1995. Кубок УЄФА. 1/32 фіналу. «Спартак-Аланія» (Владикавказ) - «Ліверпуль» — 1:2
- 21 серпня 1996. Ліга чемпіонів. 2-й кваліфікаційний раунд. «Аланія» (Владикавказ) - «Рейнджерс» (Глазго) — 2: 7
- 10 вересня 1996 року Кубок УЄФА. 1/32 фіналу. «Аланія» (Владикавказ) - «Андерлехт» (Брюссель) — 2:1
- 12 серпня 1997. Кубок УЄФА. 2-й кваліфікаційний раунд. «Аланія» (Владикавказ) — «Дніпро» (Дніпропетровськ) — 2:1
- 30 вересня 1997. Кубок УЄФА. 1/32 фіналу. «Аланія» (Владикавказ) - МТК (Будапешт) — 1:1
- 14 вересня 2000 року Кубок УЄФА. 1/64 фіналу. «Аланія» (Владикавказ) - «Аміка» (Вронкі) — 0:3
- 14 лютого 2007. Кубок УЄФА. 1/16 фіналу. ЦСКА (Москва) - «Маккабі» (Хайфа) — 0:0
- 28 липня 2011 року Ліга Європи. 3-й кваліфікаційний раунд. «Аланія» (Владикавказ) - «Актобе» (Казахстан) — 1:1
- 25 серпня 2011 Ліга Європи. 4-й кваліфікаційний раунд. «Аланія» (Владикавказ) - «Бешикташ» — 2:0

## Основні характеристики стадіону
Трибуни
- Всього вміщують: 32 464
  - Західна трибуна: 3 661
  - Східна трибуна: 13, 822
  - Північна трибуна: 7 871
  - Південна трибуна 7 110
  - Ложа преси: 80
  - Гостьовий сектор: 300
  - Інформацію про ТБ позицій: 5
  - Інформацію про коментаторських кабінок: 10

Поле
- Розміри, метрів: 104х70
- Газон: Motomatic AG (Switzerland)
- Останній капремонт: липень 2004

Освітлювальна система
- 4 щогли по 35 прожекторів (35х3,5 кВт)
- 57 прожекторів розташованих по периметру (57х1 кВт)
- Освітленість, люкс: 1200
- Виробник: Тернопільський завод «Промінь» (Україна)

Акустична система
- Виробник: ARIS Pro (Японія)
- Потужність, кВт: 5

Табло
- Електронне, кольорове